# Laboratorij za reaktivni pogon
Laboratorij za reaktivni pogon (izvirno angleško Jet Propulsion Laboratory; kratica JPL) je Nasino raziskovalno središče v Pasadeni in La Cañada Flintridgeu pri Los Angelesu v Kaliforniji, ZDA. Upravlja ga Kalifornijski tehnološki inštitut (Caltech). Laboratorij izdeluje in izvaja pograme robotskih vesoljskih plovil in sond za Naso. Med njegovimi trenutnimi projektu so: odprava sonde Cassini-Huygens k Saturnu, Mars Reconnaissance Orbiter in Spitzerjev vesoljski daljnogled (SST). 
Kompleks nadzornih sob Space Flight Operations Facility in simulator Twenty-Five-Foot Space Simulator v lasti Laboratorija sta Nacionalna zgodovinska spomenika.
Med Slovenci, ki so delali v laboratoriju, je najbolj znan Dušan Petrač.